# Tagebau Jänschwalde
Der Tagebau Jänschwalde ist ein ehemaliger Braunkohletagebau der Lausitz Energie Bergbau AG (LEAG) im Lausitzer Braunkohlerevier in Brandenburg. Er wurde nach der Gemeinde Jänschwalde im Landkreis Spree-Neiße benannt. Der Heizwert der Braunkohle liegt bei 8.400 kJ/kg; sie enthält etwa 51 % Wasser, 1 % Schwefel und 12 % Asche. Das naheliegende Kraftwerk Jänschwalde wurde zum Großteil mit Braunkohle aus diesem Tagebau versorgt. Der Tagebau Jänschwalde liegt nordöstlich der kreisfreien Stadt Cottbus. Der flächenmäßig größte Teil befindet sich im Landkreis Spree-Neiße, ein geringerer Teil berührt das Gebiet der Stadt Cottbus. Er wurde im Zeitraum 1974 bis 1976 südlich des Ortes Grötsch (bei Heinersbrück) aufgeschlossen, entwickelte sich aus dem Raum Grötsch zunächst in südliche Richtung und wendete sich dann bei Klinge nach Nordosten.
Am 1. September 2019 wurde der Tagebau vorübergehend stillgelegt, da keine bestätigte FFH-Verträglichkeitsprüfung vorlag. Seit dem 24. Februar 2020 durfte wieder Kohle abgebaut werden. Am 16. März 2022 verfügte das Verwaltungsgericht Cottbus einen Abbaustopp ab 15. Mai 2022 aufgrund eines Widerspruchs gegen den Hauptbetriebsplan (siehe auch Wasserhaushalt).
Am 22. Dezember 2023 wurde der reguläre Abbau beendet. Die Flächen werden geotechnisch gesichert, rekultiviert – und ein Solarpark mit mehreren hundert Megawatt Leistung wird errichtet. Bis zum Vorliegen des Abschlussbetriebsplans lief der Abbau noch für einige Monate weiter.
Seitdem ist Welzow-Süd der einzige Braunkohletagebau in Brandenburg.

## Der Tagebau
Der Abbau des acht bis zwölf Meter mächtigen und mit einem Abraum-Kohle-Verhältnis von 9,3 : 1 vorhandenen Kohleflözes erfolgte durch die Lausitz Energie Bergbau AG. Die Braunkohleförderung im Förderraum Cottbus beschäftigte etwa 2500 Menschen bezogen auf die Tagebaue Cottbus-Nord und Jänschwalde einschließlich der Anteile aus den Bedienbereichen Transport/Entwässerung/Werkstätten und der Hauptverwaltung, die man diesen rechnerisch zuordnen kann.

## Technik
Die im Tagebau Jänschwalde eingesetzten Abbaugeräte und -techniken zur Freilegung und Gewinnung der Rohbraunkohle umfassten:

### Geräte im Vorschnittbetrieb
- Absetzer 1090 A2Rs-B 8800.110
- Schaufelradbagger 1557 SRs 2000 + VR

### Geräte im Brückenbetrieb
- Abraumförderbrücke 34 F60
- Eimerkettenbagger 1292 Es 3750 (Hauptarbeitsebene)
- Eimerkettenbagger 1294 Es 3750 (Obere Arbeitsebene/Zubringer)
- Eimerkettenbagger 1300 Es 3750 (Hauptarbeitsebene)

### Geräte im Grubenbetrieb
- Eimerkettenbagger 343 ERs 710
- Eimerkettenbagger 344 ERs 710
- Bandwagen 707 BRs 1400
- Bandwagen 730 BRs 1400
- Bandwagen 738 BRs 1400
- Schaufelradbagger 1504 SRs 1300
- Schaufelradbagger 1506 SRs 1300
- Schaufelradbagger 1523 SRs 1300

### Sonstige Geräte
- Absetzer 1038 As 1120.68 (Asche-Depot) (z. Zt. abgestellt)
- Absetzer 1071 As 1600.70 (Asche-Depot)

## Umgesiedelte Ortschaften
- Klinge: 1981
- Weißagk: 1985
- Klein Bohrau: 1986
- Klein Briesnig: 1987
- Horno: 2004
- sowie der östliche Teil des Ortes Grötsch (Heinersbrück)

## Wasserhaushalt

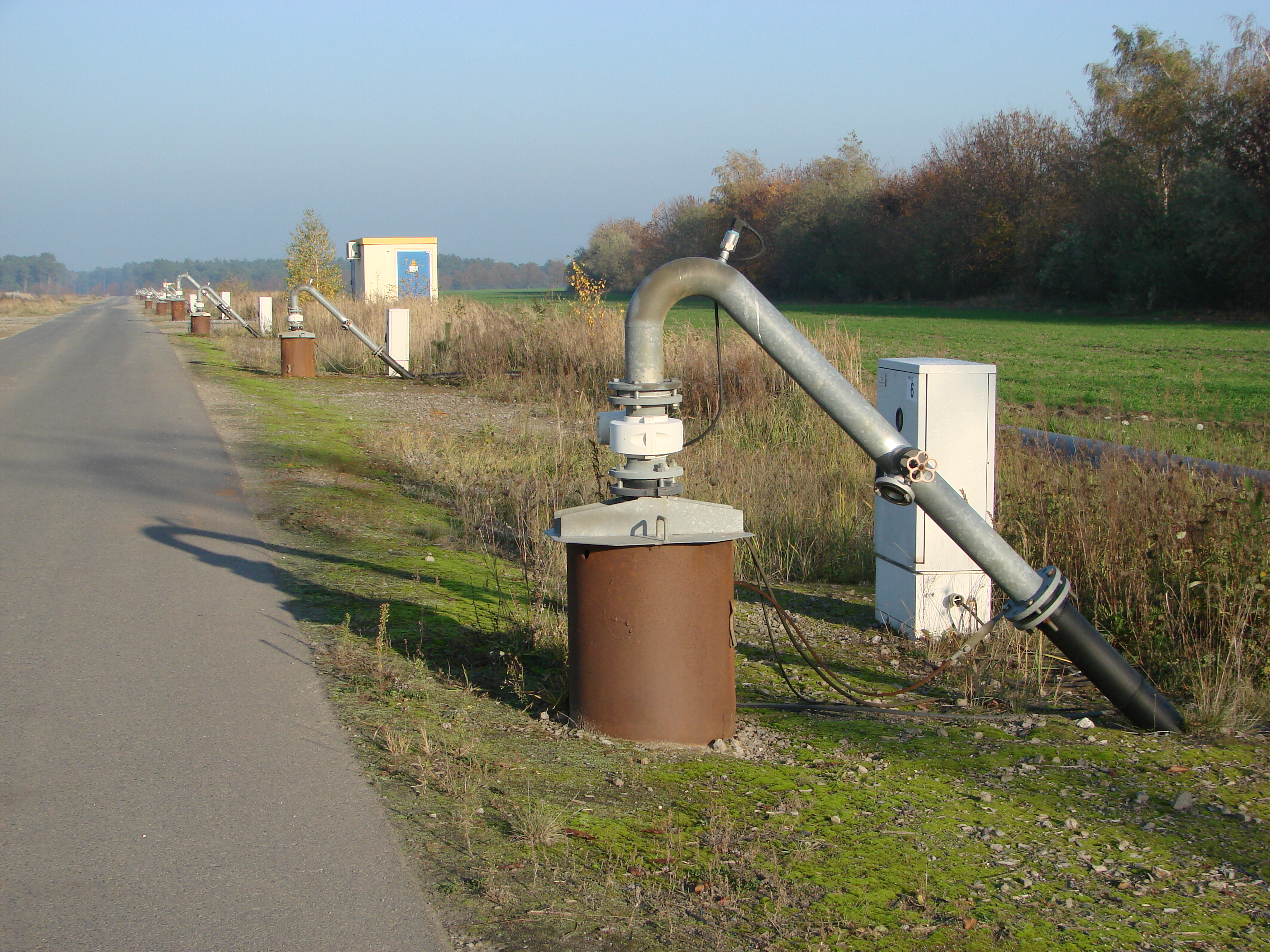
Brunnenreihe zur Entwässerung des Tagebaus

Braunkohle kann nur trocken gefördert werden. Das Grundwasser rund um den jeweiligen Tagebau muss deshalb bis unter die tiefste Abbaustufe gesenkt werden. Pumpen bilden mehrere Ringe um die Gruben. Je näher sie am Bagger stehen, desto tiefer müssen sie saugen. Folge des Abpumpens ist ein Sümpfungstrichter, der weit über den Tagebau hinaus das Grundwasser beeinflusst.
Jänschwalde befindet sich in den Einzugsbereichen der Spree und der Lausitzer Neiße. Der Grundwasserabfluss erfolgte vor Beginn des Bergbaus generell von den nördlich und südlich gelegenen Hochflächen in Richtung Baruther Urstromtal, um sich dann in westlicher Richtung dem Spreewald bzw. in östlicher Richtung der Lausitzer Neiße zuzuwenden. Der natürliche Flusslauf der Malxe wurde während des Abbaus vollständig unterbrochen. Mit der bergbaubedingten Grundwasserabsenkung erfolgte lokal eine Umkehrung der Fließrichtung in Richtung des Tagebaus.
Ende 2021 reichten die Deutsche Umwelthilfe und die Grüne Liga einen Eilantrag am Verwaltungsgericht Cottbus gegen den Hauptbetriebsplan ein, nachdem sie zu dem Ergebnis kamen, dass im Tagebau weitaus mehr Wasser abgepumpt wurde als genehmigt und wasserrechtlich zulässig war. So sei beispielsweise für das Jahr 2020 nur die Entnahme von 42 Millionen Kubikmetern erlaubt gewesen. In der Realität habe die LEAG jedoch mit gut 114 Millionen Kubikmeter fast die dreifache Menge abgepumpt. Von 2017 an seien etwa 240 Mio. Kubikmeter Wasser mehr gefördert worden als zulässig, was gerade im wasserarmen Brandenburg von Bedeutung sei. Insgesamt sei der von der Bergbehörde genehmigte Betriebsplan ohne „massive Verstöße gegen die geltende wasserrechtliche Erlaubnis“ nicht einzuhalten gewesen.
Am 16. März 2022 verfügte das Verwaltungsgericht Cottbus daraufhin einen Abbaustopp ab 15. Mai 2022. Auf Beschwerde der LEAG entschied das Oberverwaltungsgericht Berlin-Brandenburg am 5. Mai 2022, der Abbau dürfe vorerst weitergehen, denn eine Einstellung sei mit schwerwiegenden Nachteilen für öffentliche Interessen verbunden.

## Restloch
Seit November 2000 wurde ein Teil des Sümpfungswassers in den Südrandschlauch Jänschwalde eingeleitet. Diese Maßnahme wurde vorrangig aus geotechnischen Gründen (Vermeidung von Auskolkungen im Bereich der gewachsenen Böschung) bis zu einem Wasserstand von +34 m ü. NN durchgeführt, danach sollte die Wasserhebung im Bereich des Südrandschlauches eingestellt werden. Die Flutung des Restsees soll durch die Überleitung von Spreewasser aus der Talsperre Spremberg über das Tranitzfließ unterstützt werden. Vorgesehen ist eine durchschnittliche Überleitung von 16,8 m³/min bis max. 30 m³/min. Das hierfür nach den Vorgaben des Wasserhaushaltsgesetzes erforderliche Planfeststellungsverfahren ist noch durchzuführen. Um entsprechende Regulierungsmöglichkeiten zu schaffen und den zukünftigen See in das vorhandene wasserwirtschaftliche System einzubinden, ist die Herstellung eines Zu- und eines Ableiters von bzw. zur Tranitz vorgesehen. Mit der vorgesehenen Fremdflutung soll der Endwasserstand von 71,5 m ü. NN im Klinger See im Jahre 2030 erreicht werden. Bei ausschließlich natürlichem Grundwasseraufgang wären weitere 20 Jahre bis zum Erreichen des prognostizierten Endwasserstandes erforderlich. Die Fremdwasserzufuhr dient vorrangig dem schnelleren Erreichen des gewollten Endwasserstandes. Nach den Aussagen des Gutachtens zur Entwicklung der Wasserbeschaffenheit im Klinger See (BTU Cottbus, November 1998) wäre aufgrund der günstigen Lage des Restsees eine der Nutzung entsprechende Wasserbeschaffenheit auch ohne eine zusätzliche Fremdwasserzuführung erreichbar. Die Fremdwasserzuführung stellt jedoch eine zusätzliche Sicherheit für die dauerhafte Gewährleistung stabiler pH-neutraler Verhältnisse dar. Der zukünftige Taubendorfer See sollte im Abstrom der Kippe Jänschwalde liegen. Im Zuge des Verzichts auf die Tagebauerweiterung Jänschwalde-Nord wurde auch die Folgelandschaft umgeplant. Statt eines großen Sees, der erhebliche Auswirkungen auf die Hydrologie des Gebietes gehabt hätte, sind nun drei kleinere Seen geplant, jeweils in der Nähe der Ortschaften Heinersbrück, Taubendorf und Jänschwalde-Ost.

## Jänschwalde-Nord

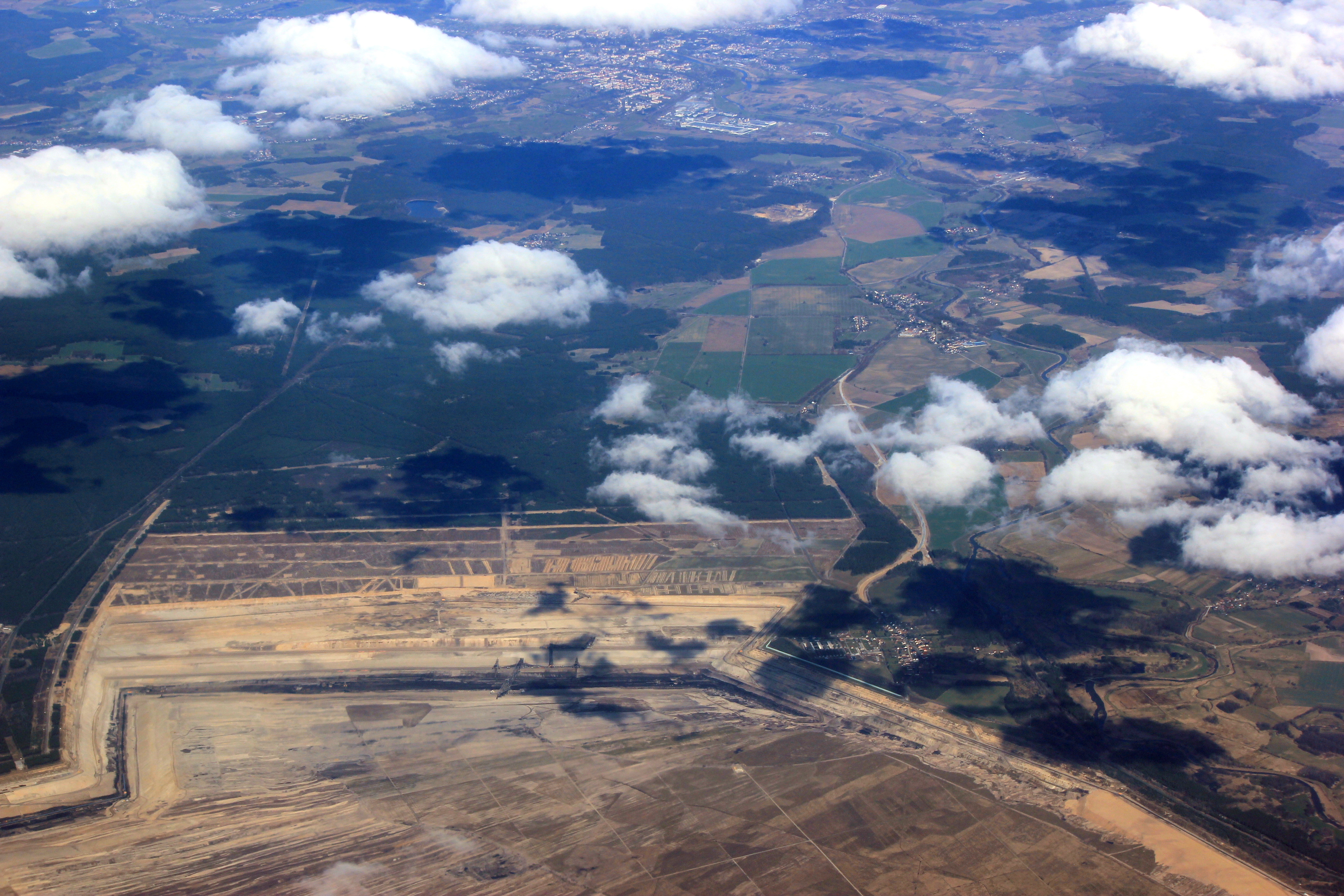
Luftbild des aktiven Abschnitts des Tagebaus mit Guben im Hintergrund (2017)

Im Jahr 2007 wurden Pläne bekannt, nach denen Vattenfall den 2019 auslaufenden Tagebau nach Norden erweitern wollte. Die Orte Kerkwitz, Grabko und Atterwasch mit zusammen ca. 900 Einwohnern wären von der Umsiedlung betroffen gewesen. Als Tagebaurandgemeinden wären auch Taubendorf und Groß Gastrose unmittelbar betroffen gewesen. Auch die Stadt Guben (insbesondere deren Ortsteile Deulowitz, Kaltenborn und Schlagsdorf) sowie Bärenklau und Jänschwalde-Ost wären beeinträchtigt worden. Die heutige Bahnstrecke Cottbus–Guben hätte verlegt werden müssen, ebenso die erst vor wenigen Jahren wegen des Tagebaus Jänschwalde verlegte Bundesstraße 97. Drei als FFH-Gebiet „Pastlingsee Ergänzung“ ausgewiesene Moorgebiete wären abgebaggert worden. Durch den Tagebau Jänschwalde war der Betreiber zur wissenschaftlichen Beobachtung und zu umfangreichen Schutzmaßnahmen für diese Gebiete verpflichtet. Die Grabkoer Seewiesen sind unter anderem als Kranichbrutplatz bekannt. Mit dem Deulowitzer See hätte Guben eines seiner beliebtesten Naherholungsziele verloren. Die Wasserschutzgebiete Atterwasch und Taubendorf wären ebenfalls zerstört worden. Im Norden hätte das Tagebaufeld direkt an das FFH-Schutzgebiet „Feuchtwiesen Atterwasch“ gegrenzt, im Westen an den Pastlingsee (ebenfalls FFH). Der Tagebau hätte zudem bei Grabko direkt an den Naturpark Schlaubetal gegrenzt. Eine große Anzahl Gewerbebetriebe des Gubener Raums ist in den drei Ortschaften, die direkt betroffen gewesen wären, ansässig. In Atterwasch und Kerkwitz existieren Kirchen, die Gustav-Adolf-Kirche in Kerkwitz wurde erst 2007 von regionalen Firmen renoviert. In beiden Dörfern gibt es zudem Kriegsgräberstätten. Vattenfall stellte Ende 2008 den Antrag auf Einleitung eines Braunkohlenplanverfahrens.
Im Jahr 2007 wurden für das Ziel „Keine neuen Tagebaue – für eine zukunftsfähige Energiepolitik“ 26.574 Unterschriften gesammelt. Vom Abbau Betroffene, Bauern, Heimat- und Umweltvereine wie der NABU, Die Linke Brandenburg und Bündnis 90/Die Grünen Brandenburg starteten eine Volksinitiative. Das Thema wurde im Brandenburger Landtag diskutiert. Da die Politik sich nicht änderte, startete das Bündnis im Herbst 2008 ein Volksbegehren. Dieses scheiterte im Februar 2009 wegen zu weniger Unterschriften.
Am 30. März 2017 gab der neue Eigentümer LEAG schließlich bekannt, auf die Erweiterung von Jänschwalde zu verzichten.

## Gerichtliche Stilllegung
Am 27. Juni 2019 verfügte das Verwaltungsgericht Cottbus, dass aufgrund der Nichtvorlage einer bestätigten FFH-Verträglichkeitsprüfung Vorbereitungen zu treffen sind, mit dem Tagebau Jänschwalde ab dem 1. September 2019 in einen Sicherheitsbetrieb zu gehen. Dies bedeutete, dass alle in Betrieb befindlichen Filterbrunnen des Tagebaus über den 1. September 2019 weiter betrieben wurden, alle weiteren Aktivitäten im Tagebau aber eingestellt und Tagebaugroßgeräte in eine sichere Ausgangsposition gefahren wurden. Anlass für die Entscheidung des Gerichtes war eine Klage der Deutschen Umwelthilfe und der Grünen Liga gegen die Zulassung des Hauptbetriebsplanes für den Tagebau. Der Betreiber LEAG reichte fristgerecht alle geforderten Unterlagen zur FFH-Verträglichkeitsprüfung ein. Diese wurden vom Landesamt für Bergbau, Geologie und Rohstoffe (LBGR) geprüft. Das Vorbereiten dieser vorsorglichen Sicherheitsbereitschaft wurde für den Fall angeordnet, dass bis zum 31. August 2019 noch keine Entscheidung getroffen worden oder es zu keinem positiven Ergebnis gekommen sei.
Mit der Klage und dem Teilerfolg der Klägerin vor dem Verwaltungsgericht Cottbus ging gleichzeitig eine Fristverkürzung für die einzureichende Umweltverträglichkeitsanalyse und deren Prüfung einher. Die Untersuchungsunterlagen hätten demnach bis zum 30. August 2019 eingereicht und die Prüfung bis zum Ende des Jahres 2019 durchgeführt werden müssen. Die Frist zur Prüfung durch das LBGR und das Landesamt für Umwelt wurde auf den 31. August 2019 verkürzt. Am 28. August 2019 stellte die LEAG beim Verwaltungsgericht Cottbus einen Antrag auf Fristverlängerung bis Mitte/Ende November 2019 für die geforderte FFH-Verträglichkeitsprüfung. Als Begründung wurde angegeben: „Angesichts des erheblichen Untersuchungs- und Prüfumfanges, den das Gericht zudem unter Erweiterung des zu betrachtenden Wirkungszeitraums (Beginn 1995) aufgestellt hat, haben LBGR und LEAG festgestellt, dass die Zeit für eine sachgerechte und sorgfältige Untersuchung und Prüfung zu knapp ist.“
Am 29. August 2019 bestätigte das Oberverwaltungsgericht Berlin-Brandenburg die Verfügung des Verwaltungsgerichtes vom 27. Juni zur vorübergehenden Stilllegung ohne gültige FFH-Verträglichkeitsprüfung. Der Beschluss war unanfechtbar. Am 30. August 2019 entschied das Verwaltungsgericht Cottbus, dem Antrag der LEAG auf Fristverlängerung zum Einreichen der FFH-Verträglichkeitsprüfung nicht stattzugeben. Damit war ein Weiterbetrieb bzw. Kohleabbau im Tagebau Jänschwalde ab dem 1. September 2019 nicht möglich. Die meisten im Tagebau beschäftigten und nicht zwingend benötigten Mitarbeiter wurden an den Tagebaustandorten Welzow-Süd und Nochten/Reichwalde eingesetzt.
Am 6. September 2019 ordnete das Landesbergamt die Wiederaufnahme des Vorschnitts und des Absetzerbetriebs zur Verkippung des Randschlauchs Heinersbrück als notwendige geotechnische Sicherheitsmaßnahme an. Am 12. September 2019 bestätigte das Landesamt für Bergbau, Geologie und Rohstoffe (LBGR) die Wiederaufnahme der Rekultivierungsmaßnahmen im Tagebau Jänschwalde.
Am 12. November 2019 nahm der Tagebau Jänschwalde einen vorübergehenden Brücken- und Grubenbetrieb wieder auf. Dies war kein Regelbetrieb, sondern eine Maßnahme, die das LBGR zum Schutz vor eindringendem Grundwasser angeordnet hatte. Damit sollte der Tagebau geotechnisch gesichert werden. Auf einer Länge von 50 Metern und einer Breite von 3000 Metern sollte das Kohleflöz abgebaut werden, um das dann in diese Rinne strömende Grundwasser abzupumpen und damit den Einfluss auf das noch vorhandene Kohleflöz und Tagebaugroßgeräte zu minimieren. Die gewonnene Kohle aus diesem Abschnitt sollte wie bisher verstromt werden.
Am 22. November 2019 wurde bekannt, dass das LBGR die erforderliche FFH-Verträglichkeitsprüfung wegen des erwarteten Umfangs der zu prüfenden Maßnahmen nicht wie bis dahin geplant bis zum Jahresende 2019 leisten konnte. Die Betriebsplanzulassung für den Tagebau Jänschwalde wäre somit am 31. Dezember 2019 ausgelaufen. Der Betreiber LEAG beabsichtigte, die notwendigen und noch fehlenden Unterlagen bis Ende November 2019 einzureichen. Der am 12. November 2019 aufgenommene vorübergehende Betrieb wurde am 17. Januar 2020 wieder eingestellt. An diesem Tag endeten die vom LBGR angeordneten Sicherungsmaßnahmen. Am 24. Februar 2020 erhielt der Betreiber LEAG vom LBGR die nötigen Genehmigungen zur Wiederaufnahme der Abbaubetriebes und damit die Bestätigung des Hauptbetriebsplans 2020 bis 2023. Am 25. Februar 2020 morgens begann der reguläre Betrieb wieder.

## Nachnutzung und Rekultivierung

### Windenergie
Auf früheren Abbauflächen in Briesnig errichtete ABO Wind im Jahr 2018 den Windpark Forst-Briesnig I mit fünf Windkraftanlagen des Typs Senvion 3.2M122.
Der Windpark Forst-Briesnig II ist auf einer 320 Hektar großen Rekultivierungsfläche des Tagebaus geplant. Hier waren zunächst 17 Windenergieanlagen des Typs GE Wind Energy 6.0-164 mit einer Gesamt-Nennleistung von 102 MW auf künftigen Landwirtschaftsflächen vorgesehen. Im Juli 2021 startete das Genehmigungsverfahren nach Bundes-Immissionsschutzgesetz. Die Planung übernahm die LEAG Renewables GmbH (vormals EP New Energies GmbH), eine auf erneuerbare Energien ausgerichtete Tochtergesellschaft der LEAG. Im Juni 2023 erhielt die LEAG die Genehmigung zur Errichtung und zum Betrieb der Anlagen. Das prognostizierte jährliche Regelarbeitsvermögen des Windparks liegt bei 270 GWh. Zum Vergleich: ein Block des Kraftwerks Jänschwalde mit 300 MW produziert ca. 2200 GWh Strom pro Jahr. Die LEAG wechselte 2024 den Anlagentyp zugunsten der Vestas V162-6,2 MW.

### Sonnenenergie
Darüber hinaus sollen zwei Photovoltaik-Freiflächenanlagen entstehen:
- Energiepark Bohrau mit ca. 400 MWp
- Deponie Jänschwalde I zur Zwischennutzung mit ca. 40 MWp